# Instituto Nicolas Berggruen

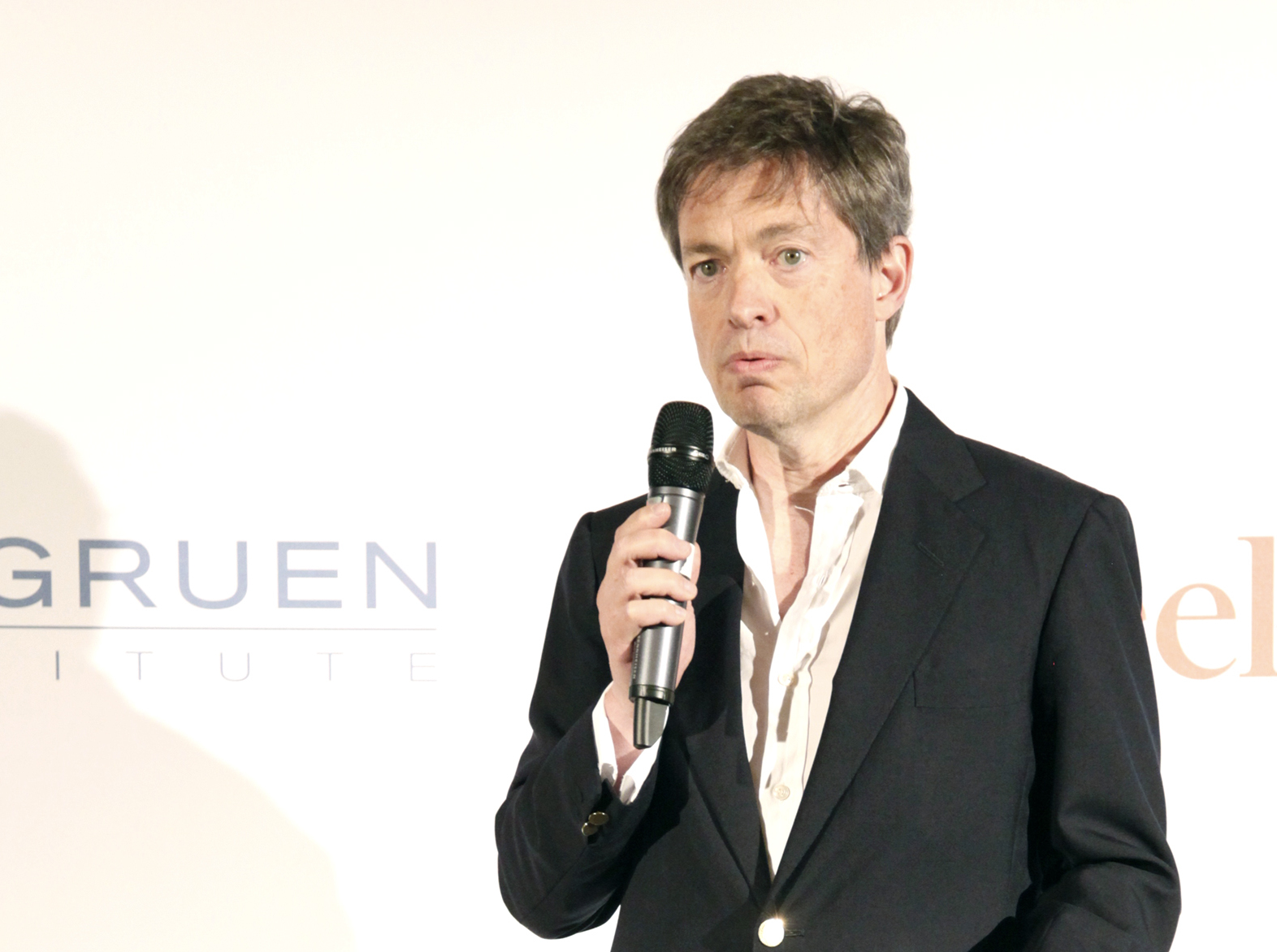
Nicolas Berggruen, fundador

El Instituto Berggruen es un think tank dedicado al estudio comparativo y el diseño de sistemas de gobernanza adaptados a los desafíos del siglo XXI. Su objetivo es integrar las nuevas posibilidades de la era de la información con las mejores prácticas administrativas eficientes, decisivas y meritocráticas de Asia y con la responsabilidad democrática de Occidente. La sociedad del conocimiento permite y exige una comunidad, una democracia y una gobernanza inteligentes.

## Equipo del Berggruen Institute
Nicolas Berggruen – Presidente
Dawn Nakagawa – Directora ejecutiva
Nathan Gardels – Asesor sénior

## Proyectos del Berggruen Institute
El Instituto Berggruen desarrolla proyectos a través de grupos de trabajo formados por líderes de diversos ámbitos que elaboran recomendaciones para la reforma de la gobernanza en un contexto específico. Algunos de sus proyectos son:

### Council for the Future of Europe
The Council for the Future of Europe es un comité de expertos establecido por el Instituto Berggruen para debatir y proponer formas de lograr la unión europea. Entre sus miembros figuran los exjefes de Estado Tony Blair (RU), Gerhard Schröder (Alemania), Felipe González (España), Mario Monti (Italia), Romano Prodi (Italia), Matti Vanhanen (Finlandia), Guy Verhofstadt (Bélgica), Franz Vranitzky (Austria) y Marek Belka (Polonia); los economistas Joseph Stiglitz, Michael Spence, Robert Mundell, Jean Pisani-Ferry, Nouriel Roubini y Otmar Issing; los directos ejecutivos Mohamed El-Erian y Juan Luis Cebrián; los académicos Niall Ferguson y Anthony Giddens; el expresidente de la Comisión Europea Jacques Delors; el expresidente del Comité Internacional de la Cruz Roja Jakob Kellenberger, el director general de la Organización Mundial del Comercio  Pascal Lamy; el presidente de Goldman Sachs y exdirector de la Organización Mundial del Comercio Peter Sutherland; el exdirector del Deutsche Bundesbank Axel Weber; la integrante del Consejo Federal de Suiza Doris Leuthard; y el empresario francés Alain Minc.  El grupo promueve una mayor integración política en Europa, que implicaría una mayor consolidación fiscal en ese continente, mayor poder del Banco Central Europeo y el compromiso de los ciudadanos de Europa.
En octubre de 2012, el consejo patrocinó un foro de consulta pública en Berlín titulado «Europa más allá de la crisis». Entre sus participantes figuraron los ex cancilleres alemanes Gerhard Schröder y Helmut Schmidt, el ministro de economía alemán Wolfgang Schäuble, el ministro de economía francés Pierre Moscovici, el presidente del Parlamento Europeo Martin Schulz, y el director ejecutivo de Google Eric Schmidt. Uno de los temas más importantes que surgió en el foro fue el pedido de una mayor integración europea. En un discurso en este debate abierto, el ex primer ministro Tony Blair declaró que «una gran medida de unión política» dentro de Europa era necesaria para resolver la crisis de la eurozona, afirmando que «si las estructuras de la Eurozona terminan con una Europa fundamentalmente dividida tanto política como económicamente, en lugar de una Europa con un acuerdo político que incluya diferentes niveles de integración, la UE como la conocemos estará camino a la ruptura» El foro también presentó un discurso del financista George Soros, que debatió cómo la imposibilidad de responder a la crisis puso a Europa en riesgo de convertirse en un sistema permanente de dos niveles de países deudores y acreedores. El inversor David Bonderman, el ex primer ministro paquistaní Shaukat Aziz, la expresidenta del Consejo de Asesores Económicos del presidente Clinton Laura Tyson y el director ejecutivo de Google Eric Schmidt también advirtieron que la incertidumbre política de Europa amenazó su futuro económico. En su discurso, el ex canciller alemán Gerhard Schöder apeló a que Europa acepte reformas que posibiliten superar la crisis, similares a las reformas que estableció la Agenda 2010 en Alemania.
En mayo de 2013, el consejo organizó otro foro de consulta pública, esta vez en París. El objetivo principal del foro fue abordar la elevada tasa de desempleo entre los jóvenes de Europa. El presidente François Hollande de Francia pronunció el discurso de apertura en el consejo y pidió acciones urgentes para hacer frente a la crisis. El punto fuerte del evento fue el lanzamiento de «Una iniciativa de crecimiento para Europa», elaborada por los ministros francés y alemán junto con el Instituto Berggruen. La iniciativa presentó tres elementos principales, entre ellos, una «garantía para los jóvenes» que les prometería trabajo, capacitación o mayor educación para aquellos jóvenes que ya no van a la escuela ni tienen trabajo; el aumento de la movilidad geográfica de los jóvenes mediante el subsidio de viáticos para que estudien y desarrollen nuevas habilidades en otros países europeos; y la ampliación de créditos para pequeñas y medianas empresas, que tradicionalmente son las más propensas a emplear a los jóvenes.

### 21st Century Council
El Consejo del siglo XXI es un comité organizado por el Instituto Berggruen para la Gobernanza dedicado a la reforma de la gobernanza global. Compuesto por exjefes de Estado, premios Nobel y empresarios mundiales, actualmente se concentra en controlar el G-20 con el fin de recomendar ajustes en materia de política, economía y mercados financieros. El comité presentó sus recomendaciones ante el presidente Sarkozy de Francia en el otoño de 2011, previo a la Cumbre del G-20 de Cannes, así como también ante el presidente Calderón, en mayo de 2013, antes de la Cumbre del G-20 de México.
En la reunión de México en 2012, el consejo abordó la crisis en curso de la eurozona. Argumentó que Europa se enfrenta a un dilema: desintegrarse o avanzar hacia una unión fiscal y económica más fuerte. Felipe González, expresidente del Gobierno de España, dijo que en Europa prevalecía un sentimiento de dolor y frustración, y que se necesitaba un mayor equilibrio entre los requisitos de austeridad y las políticas que estimulaban el crecimiento a corto plazo.  El Consejo denunció que la incapacidad para coordinar las políticas macroeconómicas para el crecimiento y la falta de estrategias comunes amenazaba con producir una nueva crisis económica en Europa. El Consejo también reafirmó el énfasis del presidente mexicano Calderón en el «crecimiento verde», remarcando que la ausencia de una infraestructura global en cuanto al cambio climático y los precios del carbono impedían el despegue de la economía de la energía limpia. El Consejo propuso que se utilizaran redes nacionales y regionales para impulsar beneficios públicos globales, como las bajas emisiones de carbono para combatir el cambio climático. Otra idea debatida fue la relación de la organización R20 Regiones de Acción Climática con los objetivos del G-20 en cuanto al cambio climático. La esperanza es que aun cuando se obstaculicen las medidas eficaces en cuanto al cambio climático, a nivel mundial o nacional, las regiones aún puedan seguir adelante y progresar hacia este objetivo desde raíz. Agustín Carstens, director del Banco de México, habló de rediseñar la participación de los votos en el Fondo Monetario Internacional y el Banco Mundial para reflejar la mayor importancia de los mercados emergentes en la producción económica mundial.
A fines de enero de 2013, cuando el Consejo se reunió en Zúrich, algunos de sus miembros expresaron su frustración por la falta de eficacia que notaron en el proceso del G-20. Para abordar este problema, el Consejo recomendó los siguientes cambios:
- UNA MAYORÍA CUALIFICADA O «ARQUITECTURA ABIERTA» EN VEZ DEL CONSENSO | El procedimiento del G-20 debería consistir en tomar sus decisiones sobre la base de una mayoría cualificada con respecto a todos los temas, en lugar de buscar el consenso. Otra alternativa sería una «arquitectura de votación abierta» que permita la formación de una «coalición de voluntad» que varía según la decisión de políticas.
- UNA SECRETARÍA PERMANENTE | Dado que cada presidente del G-20 cumple con su propia agenda, la continuidad es prácticamente nula. Para evitar esta tendencia, debería establecerse una secretaría permanente. Esta secretaría -que coordinaría las presidencias pasadas, presentes y futuras del G-20- debería estar presidida por una persona con credibilidad y reconocimiento internacional.
- INTERÉS Y CONFERENCIAS MINISTERIALES | También es necesario el interés en los puntos claves del 1 al 3 en cada cumbre. Todo lo demás, incluido el trabajo de preparación para cada punto clave, puede realizarse en las conferencias ministeriales del G-20 durante el año. El objetivo es deshacerse de temas técnicos que, aunque importantes son menores, al mismo tiempo que se despeja la agenda para que el líder de la cumbre pueda concentrarse en los puntos críticos y actuales.
- SEMINARIOS DE PENSAMIENTO A LARGO PLAZO | Cada año, el presidente del G-20 debería organizar seminarios de «pensamiento a largo plazo» sobre temas que aún no están en discusión pero que es importante su resolución para la gobernanza mundial a largo plazo. Entre estos temas pueden incluirse el nuevo sistema monetario global, el rediseño del cálculo del PBI o del comercio, la energía y otros similares. Para mejorar la legitimidad del G-20, los estados que no sean miembros así como también los expertos y la sociedad civil deberían estar invitados a estos seminarios.[19]

Los miembros de este grupo, además de Nicolas Berggruen, son:
- Nouriel Roubini - Economista
- Mohamed A. El-Erian - Consejero delegado de PIMCO
- Gerhard Schröder - Ex canciller de Alemania
- Juan Luis Cebrián - Consejero delegado de Prisa
- Michael Spence - Economista y Premio Nobel
- Joseph Stiglitz - Economista y Premio Nobel
- Felipe González - expresidente de  España[21]
- Pascal Lamy - director general de la Organización Mundial del Comercio (OMC)
- Alain Minc - escritor y asesor político
- Shaukat Aziz - ex primer ministro de Pakistán
- Festus Mogae - expresidente de Botsuana
- Dambisa Moyo - Economista y escritora
- Gordon Brown - Ex primer ministro de Reino Unido
- Elon Musk - Emprendedor e inventor
- Fernando Henrique Cardoso - expresidente de Brasil
- Pierre Omidyar - Emprendedor y filántropo
- Raghuram Rajan - Economista
- Jack Dorsey - Fundador de Twitter
- Eric Schmidt - Presidente de Google
- Francis Fukuyama - Politólogo y filósofo
- Peter Schwartz - Cofundador y presidente de Global Business Network
- Amartya Sen - Premio Nobel
- John Gray - Profesor y escritor
- Jeff Skoll - Filántropo y emprendedor social
- Reid Hoffman - Presidente ejecutivo de Linkdin
- Fred Hu - Presidente y fundador de Primavera Capital Group
- Arianna Huffington - Fundador de The Huffington Post
- Lawrence Summers - Economista
- Chad Hurley - Emprendedor y cofundador de YouTube
- Laura D. Tyson - Economista
- Mohamed "Mo" Ibrahim - Experto global en comunicaciones móviles
- Wu Jianmin - Diplomático
- Alexei Kudrin - Economista
- George Yong-Boon Yeo - Ex primer ministro de Singapur
- Fareed Zakaria - Periodista y escritor
- Eric Li - Fundador y director ejecutivo de Chengwei Capital
- Ernesto Zedillo - expresidente de México
- Kishore Mahbubani - Diplomático y profesor
- Ahmed Zewail - Premio Nobel
- Paul Martin - Ex primer ministro de Canadá
- Zheng Bijian - Decano de la Escuela Central del Partido Comunista de China
- Ricardo Lagos - expresidente de Chile
- Nathan Gardels - Asesor sénior del Instituto Berggruen
- Jendayi E. Frazer - Experta en asuntos africanos
- Walter Isaacson - CEO y Presidente del Aspen Institute

### The Think Long Committee for California[22]
El Think Long Committee for California tiene como objetivo ofrecer un enfoque exhaustivo para reparar y renovar el sistema de gobernanza fracturado de California, mientras que al mismo tiempo propone políticas e instituciones vitales para el futuro a largo plazo del estado. El Comité de Pensamiento a Largo Plazo de California ha adoptado una junta bipartita desde el comienzo.
Los miembros del Think Long Committee for California cubren toda la gama ideológica. Los ex secretarios de Estado republicanos George Schultz y Condoleezza Rice, los demócratas Willie Brown y Gray Davis, el jefe ejecutivo de Google Eric Schmidt y el filántropo de Los Ángeles Eli Broad forman parte del comité. Arnold Schwarzenegger, el entonces gobernador de California, formó parte del primer encuentro.
En noviembre de 2011, el Think Long Committee for California publicó un informe, Un proyecto para renovar California: informe y recomendaciones. El núcleo de la propuesta, de acuerdo con Berggruen y con el asesor sénior Nathan Gardels, se presentó en tres partes.
1. Fortalecimiento local: devolver el poder de la toma de decisiones y los recursos cuando sea apropiado, desde Sacramento hasta las localidades y regiones donde las funciones reales de la economía y el gobierno están más cerca de la gente y, por consiguiente, son más receptivos, flexibles y responsables. Al ayudar a cubrir los costos del desarrollo de la seguridad pública desde el estado hasta los municipios, nuestro plan también ayudará a reducir los altos costos asociados con las prisiones, en las que, absurdamente, se gasta más actualmente que en educación superior. El plan de pensamiento a largo plazo dedicaría nuevos ingresos anuales a los municipios para brindarles seguridad pública y como subvenciones en bloque a las ciudades para que sean utilizadas en infraestructura y otros usos locales determinados.
2. Un organismo de control independiente de ciudadanos: crear un organismo de control independiente para el interés público a largo plazo, a fin de contrarrestar la mentalidad a corto plazo y la cultura política de intereses especiales que domina Sacramento. Este Consejo de Ciudadanos imparcial para la Responsabilidad del Gobierno, que tendría el poder de someter a votación las iniciativas directamente para su aprobación pública, asegurará que las prioridades públicas -excelencia en educación, infraestructura de primera clase, una calidad de vida sostenida, oportunidades de buenos puestos de trabajo y el fortalecimiento de una clase media vibrante a través del incremento de la competitividad del estado en la economía mundial actual- se ubiquen como prioridades en la agenda de políticas públicas a largo plazo. Como un cuerpo de control de calidad no político, el Consejo de Ciudadanos se asegurará de que los contribuyentes californianos reciban el «rendimiento de su inversión.
3. Un sistema fiscal moderno y amplio: actualizar el sistema fiscal de California para reflejar la composición real de nuestro servicio moderno e información económica y brindar un sistema fiscal estable y amplio sostenible a largo plazo.[26]

Además de Berggruen, los miembros del comité son:
- Eli Broad - Cofundador de Kaufman and Broad y filántropo
- Willie Brown - Exalcalde de San Francisco
- Gray Davis - Exgobernador de California
- Maria Elena Durazo - Secretaria ejecutiva y tesorera de Los Angeles County Federation of Labor
- Ronald M. George - Exmiembro del Tribunal Supremo de California
- Antonia Hernández - Presidenta de la California Community Foundation
- Robert Hertzberg - ex portavoz de la Asamblea del estado de California
- Gerry Parsky - ex vicesecretario del Departamento del Tesoro para Asuntos Internacionales
- Condoleezza Rice - ex secretaria de Estado
- Eric Schmidt - presidente de Google
- Terry Semel - exconsejero delegado de Warner Bros. y Yahoo!
- George P. Shultz - ex secretario de Estado
- Laura Tyson - Es presidente del Consejo de Asesores Económicos
- David Bonderman - Socio fundador de TPG Capital

Matt Fong, extesorero del estado de California fue miembro hasta su muerte en 2011.

### Transhumanismo y el programaFuturos humanos
"Future Humans" es una nueva área transhumanista de investigación del Instituto Berggruen que plantea la cuestión de cómo construir un ecosistema próspero con Inteligencia artificial, los humanos y el planeta; qué tipos de nuevas fragilidades se están encontrando en un mundo de interconexiones supuestamente ineludibles y que cambian rápidamente; cómo repensar radicalmente las instituciones que lleva el hombre (política, sociedad, economía, etc.) frente a estos sobresaltos. Este programa interdisciplinario, que se lanzará en el otoño de 2022, reunirá a experimentadores, creadores y académicos que no solo rastrearán, sino que también darán forma a cómo los humanos del futuro colaborarán con las naturalezas y tecnologías predichas.

## Oficinas
El Instituto Berggruen actualmente tiene oficinas en Los Ángeles, Nueva York y Berlín.